# Biografielijst Oo

## Oof
- Coen Ooft (1920-2006), Surinaams politicus, jurist en (toneel)schrijver

## Ooi
- David van Ooijen (1939-2006), Nederlands geestelijke en politicus
- Peter van Ooijen (1992), Nederlands voetballer

## Oom
- Janus Ooms (1866-1924), Nederlands roeier
- Piet Ooms (1884-1961), Nederlands zwemmer en waterpoloër

## Oon
- Frouke Oonk (1976), Nederlands langebaanschaatsster

## Oor
- Adrie van Oorschot (1920-2004), Nederlands acteur, producer en goochelaar
- Gerardus Adriaan (Geert) van Oorschot (1909-1987), Nederlands auteur, dichter en uitgever
- Mieke van Oorschot (1911-1996), Nederlands actrice en voordrachtskunstenares
- Coen Oort (1928-2007), Nederlands econoom, ambtenaar en bestuurder
- Dorinde van Oort (1946), Nederlands beeldend kunstenares en schrijfster
- Jan van Oort (1867-1938), Nederlands kunstschilder en illustrator
- Jan van Oort (1921-2006), Nederlands violist en striptekenaar/-schrijver
- Jan Hendrik Oort (1900-1992), Nederlands astronoom

## Oos

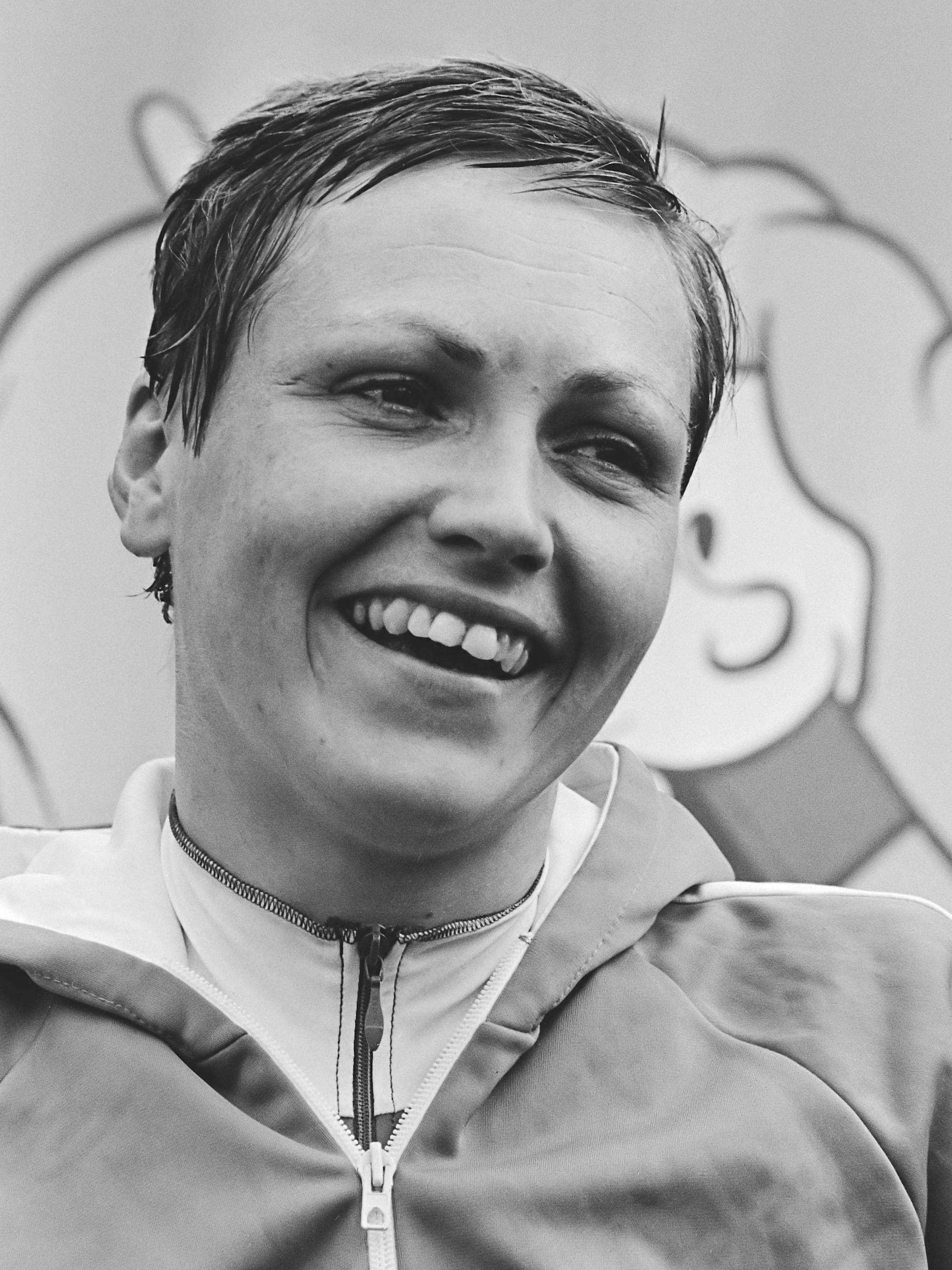
Keetie van Oosten-Hage

- John van der Oost (1958), Nederlands biochemicus en hoogleraar
- Baltus Oostburg (1928-2002), Surinaams wetenschapper en politicus
- Jorrit Oosten (1988), Nederlands shorttracker
- Roderick Oosten (1986), Nederlands shorttracker
- Keetie van Oosten-Hage (1949), Nederlands wielrenster
- Andreas van Oostenrijk (1558-1600), Zuid-Nederlands politicus en bisschop
- Elisabeth Francisca van Oostenrijk (1892-1930), aartshertogin van Oostenrijk
- Gertrud van Oostenrijk (1900-1962), aartshertogin van Oostenrijk
- Hedwig van Oostenrijk (1896-1970), aartshertogin van Oostenrijk
- Johan Salvator van Oostenrijk (1852-?), Oostenrijkse aartshertog
- Maria Theresia van Oostenrijk (1862-1933), aartshertogin van Oostenrijk
- Matthias van Oostenrijk (1557-1619), landvoogd van de Nederlanden
- Roos Oosterbaan (1979), Nederlands paralympisch sportster
- Loebas Oosterbeek (1946-2003), Nederlands militair, politicus en activist
- Bert Oosterbosch (1957-1989), Nederlands wielrenner
- Adrianus van Oosterhoudt (1751-1823), Nederlands zilversmid en molenaar
- Harry van Oosterhout (1947-2024), Nederlands voetballer
- Allard Oosterhuis (1902-1967), Nederlands verzetsstrijder tijdens de Tweede Wereldoorlog
- Bert Oosterhuis (1940-1982), Nederlands motorcoureur
- Ekko Oosterhuis (1886-1966), Nederlands natuurkundige
- Henk Oosterhuis (1893-1962), Nederlands bestuurder
- Huub Oosterhuis (1933-2023), Nederlands dichter, componist, theoloog en priester
- Kornelis Oosterhuis (1918-2005), Nederlands politicus
- Peter Oosterhuis (1948-2024), Engels golfer
- Pieter Haatje Pieterszoon Oosterhuis (1816-1885), Nederlands fotograaf
- Nick Oosterhuis (1952-2021), Nederlands muzikant, componist, muziekproducent en zanger
- Tjeerd Oosterhuis (1971), Nederlands componist en producer
- Ton Oosterhuis (1925-2017), Nederlands schrijver, historicus, wiskundige en marktonderzoeker
- Trijntje Oosterhuis (1973), Nederlands zangeres
- Ard Oosterlee (1966), Nederlands voetballer
- Gustaaf Martinus Oosterling (1873-1928), Surinaams fotograaf
- Minck Oosterveer (1961-2011), Nederlands striptekenaar
- Emma Oosterwegel (1998), Nederlands atlete
- Hanneke Oosterwegel (1996), Nederlands atlete
- Maria van Oosterwijck (1630-1693), Nederlands schilderes
- Peter Oosthoek (1934-2015), Nederlands acteur en regisseur
- Arie Oostlander (1936-2019), Nederlands politicus
- Elsbeth van Oostrom (1982), Nederlands paralympisch sportster
- Margriet Oostveen (1968), Nederlands journalist